# السر في بير (مسلسل)
السر في بير، مسلسل قطري، إنتاج 1993.

## بطولة
علي ميرزا محمود

عبد العزيز جاسم

سميرة أحمد

سيار الكواري

سعيد المناعي

باسمة حمادة

ناصر المؤمن

طيف

سعد بورشيد

علي المالكي

عبد الله غيفان
```
(ضيف الحلقات)
```

محمد مفتاح

خالد العدساني

أحمد شويطر

طالب الدوس